# Панчићев врх
43° 16′ 9″ N 20° 49′ 21″ E / 43.26917° С; 20.82250° И
Панчићев врх је највиши врх планине Копаоник, која се налази у централном делу Србије. Надморска висина овог врха је 2017 метара. Име носи по познатом српском ботаничару Јосифу Панчићу, чија је жеља била да почива на Копаонику, те је са Ташмајданског гробља, где је претходно сахрањен 1888. године, пренет 1951. у маузолеј који се и данас на овом врху налази. Својевремено се звао Миланов врх, по краљу Милану Обреновићу.
Панчићев маузолеј први је културни споменик на планинама Србије. Грађен је по пројекту архитекте Владимира Владисављевића, у знак обележавања 50 година планинарства Србије 1951. године. Планинари су, у ковчегу од оморике, најзнаменитијег природњака и ботаничара и најбољег познаваоца биљног и животињског света у Србији, Јосифа Панчића, пренели 7. јула 1951. године до врха најомиљеније му планине (када је и врх преименован). Маузолеј је оштећен током НАТО бомбардовања Југославије 1999., а данас је потпуно обновљен; за потребе обнове користио се камен из истог каменолома из ког је и првобитни материјал коришћен.
Сада је готово немогуће доћи до овог врха пошто се око њега налазе војни објекти.